# Vysokoškolská knihovna

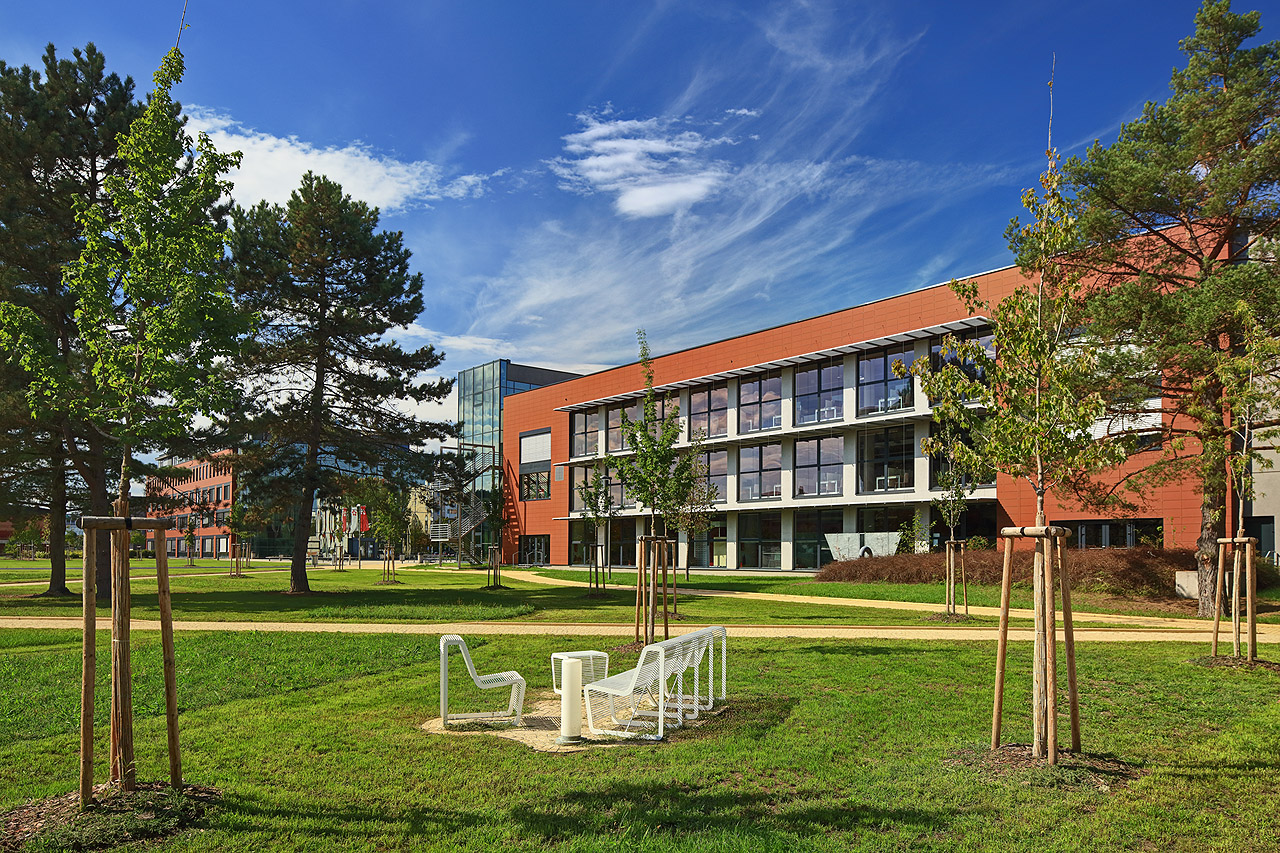
Akademická knihovna Jihočeské univerzity v Českých Budějovicích

Vysokoškolská knihovna (též akademická knihovna) je speciální odborná knihovna, která je zřizována příslušnou vysokou školou. Slouží zejména studentům a pedagogům univerzit, vysokých škol nebo jiným institucím, které poskytují vysokoškolské vzdělání. Může také fungovat jako knihovna veřejná neboli může své fondy a s nimi spojené služby poskytovat i široké veřejnosti.
Podle statistik k roku 2022 je na území České republiky evidováno 69 knihoven vysokých škol.

## Vznik prvních vysokoškolských knihoven v českých zemích

#### Pražská Univerzitní knihovna
Jednou z nejstarších vysokoškolských knihoven byla pražská Univerzitní knihovna, která vzešla z klementinské knihovny jezuitského řádu v roce 1773, kdy byl řád zrušen. Po čtyřech letech se k této klementinské knihovně připojila karolínská knihovna (sloužící původně lékařské a právnické fakultě Univerzity Karlovy), jenž byla přenesena do Klementina. Sloučením těchto dvou knihoven a dalších zrušených jezuitských knihoven z Čech vznikla tzv. veřejná c. k. Univerzitní knihovna ukotvena dekretem Marie Terezie 6. února 1777. V říjnu roku 1777 přibyl k tomuto celku ještě velkorysý dar od Františka Kinského – majorátní knihovna hrabat Kinských.
Knihovna sídlí v Klementinu dodnes jako Národní knihovna České republiky.

#### Univerzitní knihovna v Olomouci
Univerzitní knihovna v Olomouci byla založena roku 1775, avšak fungovala již mnohem dříve od r. 1566 jako nově založená jezuitská kolej, jenž byla následně povýšena na plnohodnotné vysoké učení. Roku 1573 jí bylo dáno právo promovat své posluchače udělovat univerzitní hodnosti. Tím se tedy stala vysokou školou v plném rozsahu a při ní vznikla i knihovna. Po zrušení jezuitského řádu stejně jako pražská Univerzitní knihovna i tato vznikla sloučením několika moravských jezuitských knihoven a společně s univerzitou byla převedena do správy státu.
V současnosti působí jako Vědecká knihovna v Olomouci.

#### Univerzitní knihovna v Brně
Knihovna v poslední čtvrtině 18. století fungovala jako knihovna Hospodářské společnosti pro Moravu, jenž byla založena v roce 1770. Počátkem 19. století se k ní připojilo ještě několik společností přírodovědného zaměření společně s Františkovým muzeem a knihovna se rozvíjela s pomocí darů a odkazů. Na konci 19. století došlo k oddělení knihovny od muzea a od roku 1899 vystupovala samostatně jako Zemská knihovna moravská. Na počátku 20. století vzrostla její kulturní autorita a po převratu byla kvalifikována, aby se stala knihovnou nové univerzity. Knihovna jakožto univerzitní ústav zřízený společně s univerzitou vznikla roku 1919.
V současnosti působí jako Moravská zemská knihovna v Brně.

## Legislativa
Vysokoškolské knihovny nemají v rámci legislativy upřesněnou definici. Podle knihovního systému dle zákona 257/2001 Sb. ze dne 29. června 2001 o knihovnách a podmínkách provozování veřejných knihovnických a informačních služeb se však dají řadit zejména mezi knihovny specializované. Rozhodnutí však závisí zpravidla na jejím zřizovateli neboli vysoké škole.
Knihovní zákon rovněž uděluje univerzitám, vyšším školám a dalším institucím poskytujícím vzdělání vysokoškolského charakteru povinnost knihovny zřídit a provozovat.
Dále podle zákona č. 111/1998 Sb., o vysokých školách je možné tyto knihovny považovat za „jiná pracoviště pro vzdělávací a tvůrčí činnost nebo pro poskytování informačních služeb nebo převod technologií“.

## Poskytované služby
Mezi poskytované služby vysokoškolských knihoven patří například:
- výpůjční služby (prezenční, absenční)
- meziknihovní výpůjční služby
- referenční služby
- rešeršní služby
- konzultační služby
- zpřístupňování elektronických informačních zdrojů
- zajišťování přístupu do bibliografických, plnotextových databází
- zpřístupňování skupinových a individuálních studoven (prostory pro studium).[13][14]

Vysokoškolské knihovny by rovněž měly plnit následující funkce v oblasti podpory a rozvoje studia, vědy a výzkumu:
1. univerzitní knihovna je zárukou zpřístupňování kvalitních odborných informací pro rozvoj vysoké školy v oblasti vzdělávání i výzkumu a vývoje
2. univerzitní knihovna poskytuje prostor a nástroje pro další práci s odbornými informacemi (komunikace, sdílení poznatků, práce s výsledky)
3. v akademickém prostředí se stává stěžejní problematika zpřístupnění a sdílení vědeckých výsledků autorů univerzity.[15]

## Organizace

#### Asociace knihoven vysokých škol
Asociace knihoven vysokých škol (AKVŠ) je organizace, která vznikla zejména za účelem vytvořit společnou institucionální základnu pro vysoké školy a umožnila tak vystupovat v jejich zájmu. Vznikla v roce 2002 a zakládajícími členy se stalo 21 veřejných vysokých škol.
Jejími úkoly jsou zpravidla:
- hájit a prosazovat zájmy vysokoškolských knihoven během jednání s organizacemi z oblastí vzdělávacích, komunikačních a informačních technologií
- zastupovat knihovny vysokých škol při jednáních, která se týkají koncepce a naplňování státní informační politiky a národního knihovnického systému
- vytvořit platformu pro spolupráci (rozvoj, vzdělávání, zvyšování kvality, řešení odborných problémů apod.) na národní i mezinárodní úrovni.[17]